# Karl Jacoby (Philologe)
Karl Jacoby (* 7. Februar 1849 in Gumbinnen; † 7. Januar 1939 in Hamburg) war ein deutscher Klassischer Philologe und Gymnasiallehrer.
Karl Jacoby, der Sohn eines Pfarrers, besuchte das Gymnasium in Memel und studierte nach der Reifeprüfung am 10. April 1867 Klassische Philologie in Berlin und Leipzig, wo ihn besonders Friedrich Ritschl beeinflusste. Er wurde Mitglied des Klassisch-Philologischen Vereins Leipzig im Naumburger Kartellverband. Am 26. April 1871 wurde er zum Dr. phil. promoviert, am 3. November 1871 bestand er die Lehramtsprüfung. Statt eines Probejahrs arbeitete er bis April 1872 als provisorischer Lehrer an der Privatschule von Christian Friedrich Krause in Dresden-Neustadt, danach als Oberlehrer am Leipziger Nicolaigymnasium. Zum 1. Oktober 1872 wechselte er als Hauptlehrer für Klassische Philologie an die Kantonsschule Aarau in der Schweiz. Zum 1. Oktober 1876 wurde er Oberlehrer am Königlichen Gymnasium in Danzig, wo er am 23. November 1885 zum Gymnasialprofessor ernannt wurde. Seine endgültige Stellung fand er als Oberlehrer am Hamburger Wilhelm-Gymnasium, wo er vom 1. April 1886 bis zum 31. März 1921 tätig war. 1918 war er für kurze Zeit stellvertretender Schulleiter.
Neben dem Unterricht war Jacoby auch wissenschaftlich tätig. Seine Arbeit konzentrierte sich auf die antiken Historiker, insbesondere auf Dionysios von Halikarnassos, mit dessen Sprache und Textkritik er sich auf Ritschls Anregung seit seinem Studium beschäftigte. Von 1885 bis 1905 erschien seine grundlegende kritische Ausgabe der Antiquitates Romanae im Teubner-Verlag. Darüber hinaus veröffentlichte Jacoby Schulausgaben der römischen Dichter Catull, Tibull, Properz, Horaz und Ovid.
Jacobys wissenschaftlicher Nachlass, der hauptsächlich kritisches Material zu Dionysios enthielt, ging nach seinem Tod an die Staats- und Universitätsbibliothek Hamburg. Ein Teil wurde während des Zweiten Weltkriegs nach Berlin ausgelagert und ist verschollen.

## Schriften (Auswahl)
- Observationes criticae in Dionysii Halicarnassensis Antiquitates Romanas. Leipzig 1871 (Dissertation)
- Ueber die Sprache des Dionysius von Halikarnass in der roemischen Archaeologie. Aarau 1874 (Schulprogramm)
- Anthologie aus den Elegikern der Römer. Für den Schulgebrauch erklärt. 1. Auflage in zwei Bändchen, Leipzig 1882. 2. und 3. Auflage in vier Heften
- Dionysi Halicarnasensis Antiquitatum Romanarum quae supersunt. Vier Bände, Leipzig 1885–1905 (Dionysii Halicarnasei quae extant 1–4). Nachdrucke Stuttgart 1967, 1995–1997
- Die ersten moralischen Wochenschriften Hamburgs am Anfange des achtzehnten Jahrhunderts. Hamburg 1888 (Schulprogramm)
- Auswahl aus den lateinischen Dichtern. Drei Hefte, Leipzig 1911–1924. 2. bis 4. Auflage in vier Heften
- Dionysi Halicarnasensis Antiquitatum Romanarum quae supersunt. Indices. Leipzig 1925. Nachdruck Stuttgart 1998